# Giaeverryggen
De Giæverryggen is een brede met sneeuw bedekte bergkam in Koningin Maudland in Antarctica. Het gebergte strekt zich over 130 kilometer uit van noord naar zuid, aan de westzijde van de Schyttgletsjer.
Het gebergte werd voor het eerst in kaart gebracht door Noorse cartografen aan de hand van opmetingen en luchtfoto's door de Noors-Brits-Zweedse Antarctische expeditie (1949-1952). Het gebergte werd genoemd naar John Schjelderup Giæver, de leider van deze expeditie.